# Il gorilla/Nell'acqua della chiara fontana
Il gorilla/Nell'acqua della chiara fontana è il 18º singolo discografico pubblicato da Fabrizio De André, nel 1968, poco dopo l'uscita dell'album Volume 3º, da cui entrambi i brani sono tratti.

## Produzione
Entrambe le canzoni, estratte dall'album, sono riprese da brani di Georges Brassens, essendo le traduzioni rispettivamente da Le gorille (una delle prime composizioni dello chansonnier francese, pubblicata nel 1953) e di Nell'acqua della chiara fontana (Dans l'eau de la claire fontaine) (1961). Le gorille è stata anche incisa in lingua milanese da Nanni Svampa.

## Tracce
LATO A
1. Il gorilla (testo: Fabrizio De André – musica: Georges Brassens)

LATO B
1. Nell'acqua della chiara fontana (testo: Fabrizio De André – musica: Georges Brassens)